# Томин, Юрий Геннадьевич
Юрий Геннадиевич Томин (настоящая фамилия — Кокош, 18 июня 1929, Владивосток — 20 октября 1997, Санкт-Петербург) — русский советский писатель.

## Биография
Родился во Владивостоке, откуда семья переехала в Ленинград, а во время войны Юрий Томин был эвакуирован сначала под Сталинград, затем в Горький, вернулся в Ленинград в 1945 году. Поступил в Ленинградское высшее мореходное училище, однако проучился там лишь год, после чего перешёл на физический факультет ЛГУ, который окончил в 1952 году, получив специальность «геофизик». Работал по специальности с 1952 по 1955 год в Западной Сибири, одновременно аспирант Всесоюзного научно-исследовательского института метрологии имени Д. И. Менделеева, в 1955—1959 годах преподавал в вузе.
Литературную карьеру начал в 1957 году с публикацией в журнале «Костёр». В 1959—1960 годах был редактором детского журнала «Искорка» в Ленинграде.
Ранние книги Юрия Томина «Повесть об Атлантиде» (1959) и сборник рассказов «Алмазные тропы» (1960) написаны в реалистической манере.
С начала 1960-х годов начал писать в жанре литературной сказки и фантастики. Самое известное произведение Томина в этом жанре — повесть «Шёл по городу волшебник…» (1963). Она была экранизирована в 1970 году — фильм «Тайна железной двери».
Среди других можно отметить дилогию — «Карусели над городом» (1979) и «А, Б, В, Г, Д и другие» (1982). По повести «Карусели над городом» писатель написал оригинальный сценарий фантастического фильма «Летние впечатления о планете Z» (1986).
В повестях Томина есть элементы сатиры, много юмора. Герои писателя — искатели приключений, открыватели нового, романтики. Им свойственна не только мечтательность, но и умение бороться, защищать справедливость и честь.
Другие книги писателя — «Борька, я и невидимка» (1962); «Происшествие в путешествии» (1982), «Обыкновенный волшебник» (1968), «Витька Мураш — победитель всех» (1974), «Нынче всё наоборот» (1977).
Как отмечает про первую из указанных Владимир Ларионов: "В повести, как всегда в произведениях писателя Юрия Томина, подростки постепенно, но неизбежно начинают понимать всю сложность мира, осознавать своё место в нём. Уже почти по-взрослому они проверяют истинность и прочность дружбы, впервые робко сталкиваются с новыми эмоциями и чувствами, появляющимися в преддверии первой любви. Писатель говорит об этом с читателем ясным и доверительным языком, но, конечно, не без иронических ноток".